# Музей Драммена
Художественный музей Драммена (норв. Drammens Museum for kunst og kulturhistorie) — художественный и исторический музей в норвежском городе Драммен, открытый в 1930 году на территории парковой зоны «Marienlyst»; музейное здание было построено около 1770 года как часть усадьбы (фермы) «Marienlyst gård»; в 1990 году галерея получила отдельный корпус (павильон) для проведения временных выставок — проводит экспозиции как произведений классического модернизма, так и современного искусства.

## История и описание
Художественный музей и музей истории искусства был открыт в Драммене в 1930 году; с 1996 года он управляется фондом «Drammens Museum for kunst og kulturhistorie». Фонд владеет бывшим зданием музея Драммена, основанного в 1908 году, галереей Художественного общества Драммена, основанного в 1867 году, и усадьбой Гульскогена (Gulskogen gård), которая с 1959 года используется как музейное здание. Главные здания усадьбы сосредоточены на территории парковой зоны «Marienlyst» (бывшей Marienlyst gård), построенной около 1770 года; другие объекты включают в себя и здание музея, построенное в 1930 году, в котором сегодня находится администрация фонда, несколько постоянных выставок и экспозиций из художественной коллекции.
В 1990 году к музейному комплексу был добавлен павильон Лише (Lyche pavilion), в котором разместилось пространство для временных выставок и музейное кафе; несколько других исторических зданий, самое старое из которых относится к 1760-м годам, являются собственностью фонда. Кроме того, музей включает в себя два крупнейших из сохранившихся фермерских хозяйств города: Гульскоген (Gulskogen gård) и Аустад (Austad gård).
Основной корпус музея Драммена расположен в центре города, на южной стороне одноимённой реки; в прошлом это был район, состоявший из загородных домов и усадеб. В главном здании находится историческая экспозиция, которая включает в себя старинные расписанные деревянные сундуки и шкафы, коллекцию норвежского барочного столового серебра, созданную в 1700-х годов, а также — норвежские и северо-европейские изделия из стекла. Историческая коллекции музея была собрана со всего региона: она охватывает такие области как народное искусство и ремесла, торговля, транспорт, сельское хозяйство и промыслы; костюмы и традиционные платья, церковное искусство и промышленные изделия также стали частью собрания. При музее действует и крупная библиотека, включающая в себя коллекцию фотографий и городские (региональные) архивы.
Художественная коллекция состоит в основном из произведений норвежского искусства, создававшихся начиная с 1800-х годов. Среди представленных художников есть такие авторы как Йохан Кристиан Даль, Педер Балке, Эйлиф Петерссен и Теодор Киттельсен. Музей также проводи и временные выставки — как произведений классического модернизма, так и современного искусства. Так в 2013 году в музейных залах проходила временная персональная выставка норвежского художника Свена Полссон (Sven Påhlsson, род. 1965), представившего свои произведения видео-арта.